# Martha, Meet Frank, Daniel and Laurence
Martha, Meet Frank, Daniel and Laurence (Brasil:  Mero Acaso ) é um filme inglês de comédia romântica de 1998, escrita por Peter Morgan e dirigida por Nick Hamm.

## Resenha
Mero Acaso é diversão certa. Não é excepcional, mas deixa qualquer um feliz e alegre ao assistir. Como uma comédia romântica madura, sem pieguices melosas, ela conta a história de três amigos que vivem em Londres. Frank, Daniel e Laurence se conhecem desde a infância, e se mantêm unidos apesar de totalmente diferentes.
Frank, um ator desempregado, vive numa constante competição com o rico, charmoso e realizado Daniel. Laurence é o rapaz que consegue manter unido o grupo. Tudo vai bem até que aparece a charmosa Monica Potter. Ela é Martha, uma americana do interior, que desiludida com sua medíocre vida, "joga tudo pro alto", largando emprego e família, e embarca para Londres em busca de aventura com apenas 35 dólares no bolso.
Frank (Rufus Sewell), Laurence (Joseph Fiennes) e Daniel (Tom Hollander) são amigos de infância que não têm nada em comum. Frank foi um famoso ator mirim, mas atualmente é um ator fracassado que bebe, fuma e fala demais. As garotas sempre foram um motivo para brigar com Daniel, que é um executivo bem sucedido da música. Laurence é geralmente o pacificador entre eles. 
Daniel conhece Martha em um aeroporto e de cara fica interessado. Ele faz de tudo para conquistar a garota.  Frank conhece Martha por acaso e quer seduzi-la só para se vingar de Daniel. Mas ele também fica ferido de amor pela impulsiva Martha .
O roteiro parece básico, mas é nas mãos do diretor Nick Hamm  que o filme se torna interessante e bem construído. Com inteligência, ele narra toda a trama a partir do relato que Laurence  faz ao vizinho, um psiquiatra de ocasião, sobre o quarteto amoroso. 

## Elenco
- Monica Potter ..... Martha
- Joseph Fiennes..... Laurence
- Tom Hollander ..... Daniel
- Rufus Sewell  ..... Frank
- Ray Winstone  ..... Pedersen